# Seznam nejvyšších budov v Austrálii

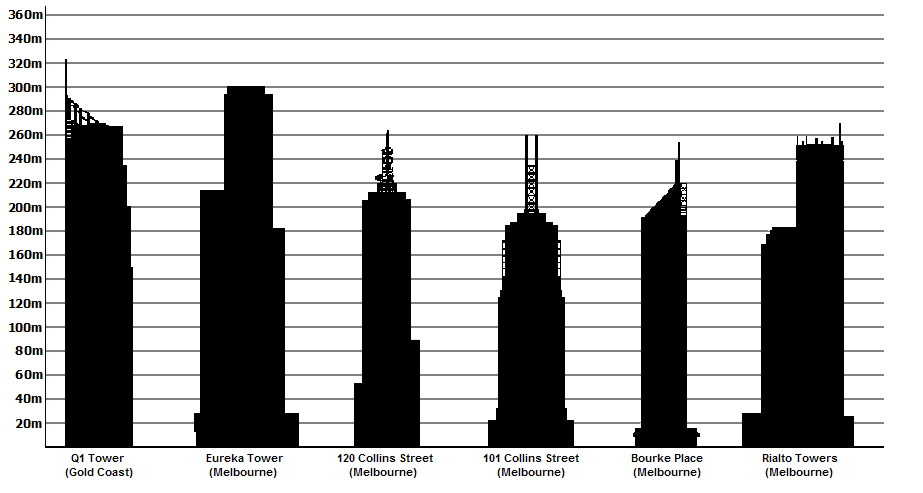
6 nejvyšších budov

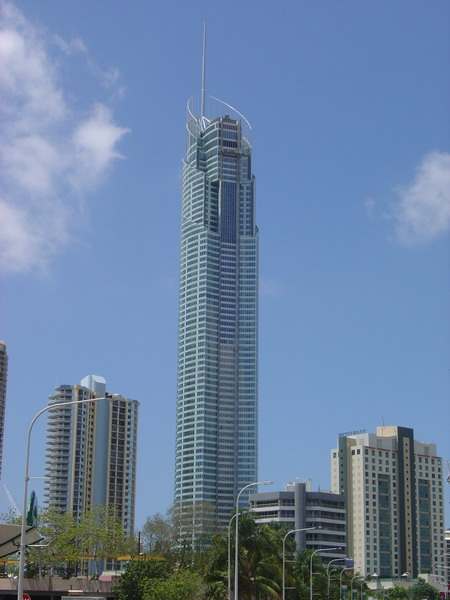
Q1 - nejvyšší budova

## Dokončené budovy
Seznam dokončených budov v Austrálii, které jsou vyšší než 200 m. Platný v roce 2010.
| Pořadí | Název                          | Město      | Výška [m] | Podlaží | Rok dokončení |
| ------ | ------------------------------ | ---------- | --------- | ------- | ------------- |
| 1      | Q1                             | Gold Coast | 323       | 78      | 2005          |
| 2      | Eureka Tower                   | Melbourne  | 300       | 91      | 2006          |
| 3      | 120 Collins Street             | Melbourne  | 265       | 52      | 1991          |
| 4      | 101 Collins Street             | Melbourne  | 260       | 60      | 1991          |
| 5      | Bourke Place                   | Melbourne  | 254       | 53      | 1991          |
| 6      | Rialto Towers                  | Melbourne  | 251       | 63      | 1986          |
| 7      | Riparian Plaza                 | Brisbane   | 250       | 53      | 2005          |
| 8      | Central Park                   | Perth      | 249       | 52      | 1992          |
| 9      | The Tower at Melbourne Central | Melbourne  | 246       | 54      | 1991          |
| 10     | Chifley Tower                  | Sydney     | 244       | 53      | 1992          |
| 11     | Citigroup Centre               | Sydney     | 243       | 50      | 2000          |
| 12     | Deutsche Bank Place            | Sydney     | 240       | 39      | 2005          |
| 13     | World Tower                    | Sydney     | 230       | 73      | 2004          |
| 14     | MLC Centre                     | Sydney     | 228       | 60      | 1977          |
| 15     | Governor Phillip Tower         | Sydney     | 227       | 54      | 1993          |
| 16     | Latitude                       | Sydney     | 222       | 45      | 2004          |
| 17     | Circle on Cavill - Severní věž | Gold Coast | 220       | 70      | 2007          |
| 18–19  | Telstra Corporate Centre       | Melbourne  | 219       | 47      | 1992          |
| 18–19  | Aurora Place                   | Sydney     | 219       | 41      | 2001          |
| 20     | BankWest Tower                 | Perth      | 214       | 50      | 1988          |
| 21     | Aurora Tower                   | Brisbane   | 207       | 69      | 2006          |
| 22     | Freshwater Place               | Melbourne  | 205       | 63      | 2005          |

## Budovy ve výstavbě
Seznam rozestavěných budov v Austrálii, které budou vyšší než 200 m. Platný v roce 2010.
| Pořadí | Název          | Město      | Výška [m] | Podlaží | Rok dokončení |
| ------ | -------------- | ---------- | --------- | ------- | ------------- |
| 1      | City Square    | Perth      | 245       | 46      | 2012          |
| 2      | Soul           | Gold Coast | 243       | 77      | 2010          |
| 3      | Soleil         | Brisbane   | 243       | 74      | 2011          |
| 4      | Infinity Tower | Brisbane   | 236       | 77      | 2012          |